# College Station (Teksas)
College Station – miasto w hrabstwie Brazos w Stanach Zjednoczonych, położone w środkowo–wschodnim Teksasie, w centralnym punkcie Brazos Valley – doliny rzeki Brazos. Znajduje się w obrębie tzw. trójkąta teksańskiego, pośród aglomeracji Houston, Dallas i San Antonio. Razem z miastem Bryan tworzy obszar metropolitalny Bryan-College, który z populacją 279 tys. mieszkańców należy do dwudziestu największych w Teksasie. 
W College Station znajduje się siedziba głównego kampusu Texas A&M University, jednego z trzech najlepszych uniwersytetów w Teksasie.
W rankingu magazynu Money, w którym sprawdzano poziom wykształcenia mieszkańców miast, College Station uplasowało się na pierwszym miejscu w Teksasie i jedenastym w całych Stanach Zjednoczonych. W rankingu Yahoo! z 2010 roku, College Station znalazło się w pierwszej dziesiątce amerykańskich miast najlepszych dla rodzin z dziećmi

## Klimat
W College Station panuje klimat podzwrotnikowy. Średnia temperatura to 20 °C. Zimy są łagodne, lata gorące z bardzo sporadycznymi opadami.

## Historia

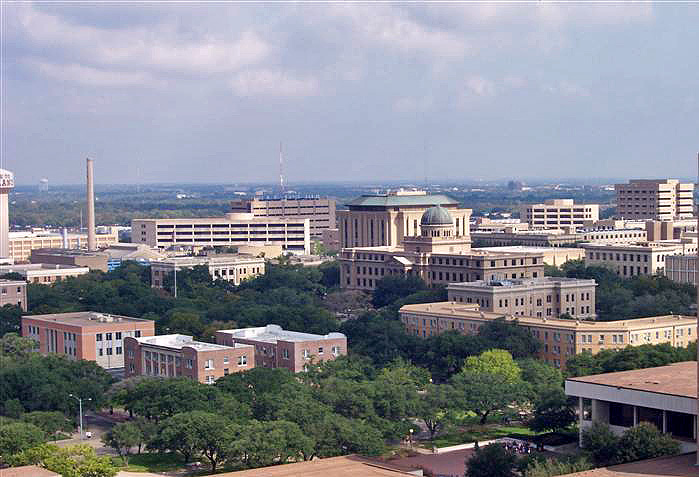
Kampus uniwersytecki w College Station

W 1860 roku powstała linia kolejowa biegnącą przez miejscowość Bryan. W 1871 roku tereny obok Bryan wybrano na budowę Texas Agriculture and Mechanical College – pierwszą publiczną szkołę wyższą w Teksasie. Nową stację kolejową okrzyknięto po prostu „stacją przy college’u” (ang. college station). Miasto, które rozwinęło się wokół uniwersytetu przyjęło tę samą nazwę.

## Gospodarka
Poziom bezrobocia w College Station jest najniższy w Teksasie. W 2008 roku wyniósł 3-4 procent. Instytucje, które zatrudniają najwięcej pracowników to m.in. Texas A&M University System, Bryan Independent School District, St. Joseph Regional Health Center, Sanderson Farms (przemysł spożywczy), Reynolds & Reynolds (przemysł elektroniczny).

## Atrakcje turystyczne
- Kyle Field – czwarty co do wielkości stadion w Stanach Zjednoczonych i największy w Teksasie[7]
- George Bush Presidential Library – biblioteka prezydencka George’a H.W. Busha, muzeum oraz centrum konferencyjne[8]
- D. A. „Andy” Anderson Arboretum – arboretum otworzone w latach 70. z typową teksańską roślinnością
- Northgate Music Festival – festiwal muzyczny odbywający się w sierpniu w znanej z barów i klubów dzielnicy Northgate, co roku przyciąga około 10 tys. widzów[9]

## Galeria

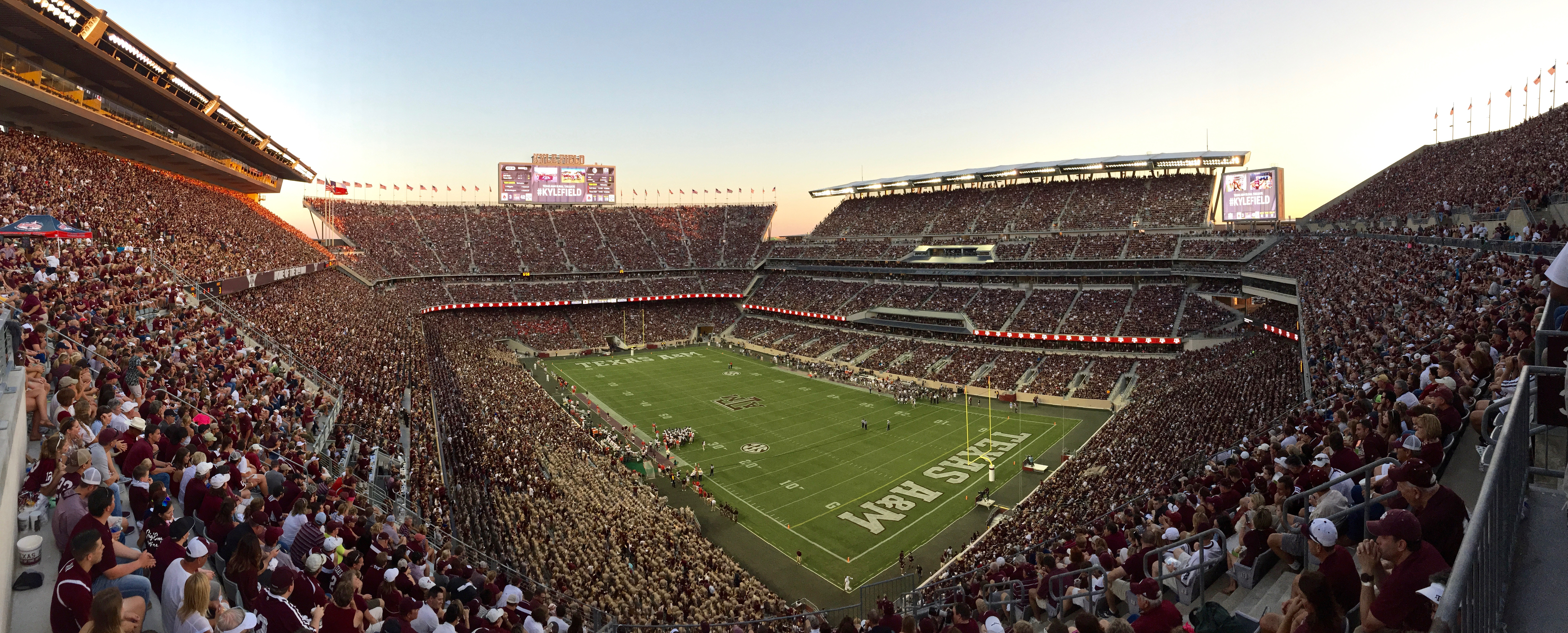
Kyle Field
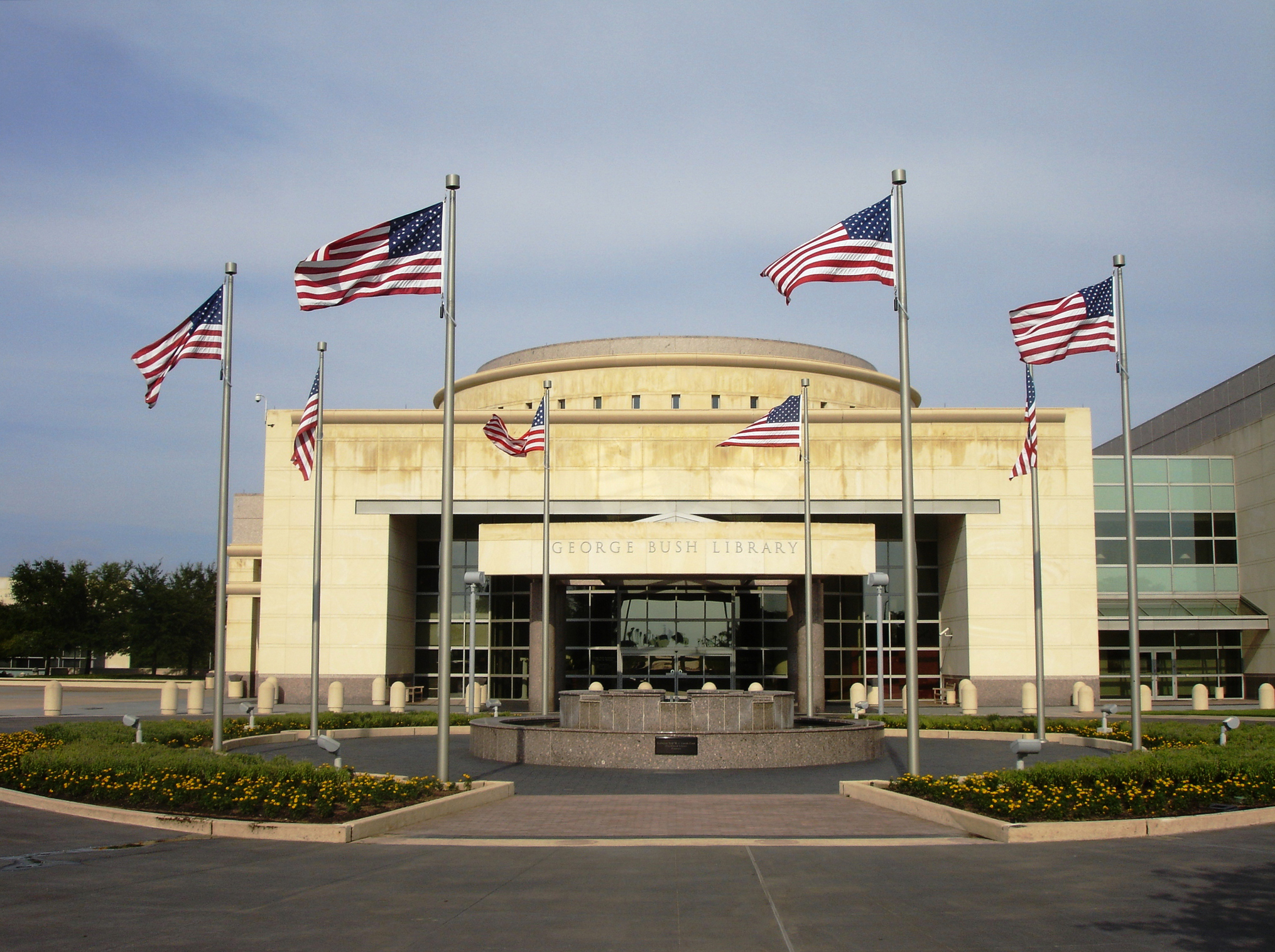
Biblioteka George’a H.W. Busha
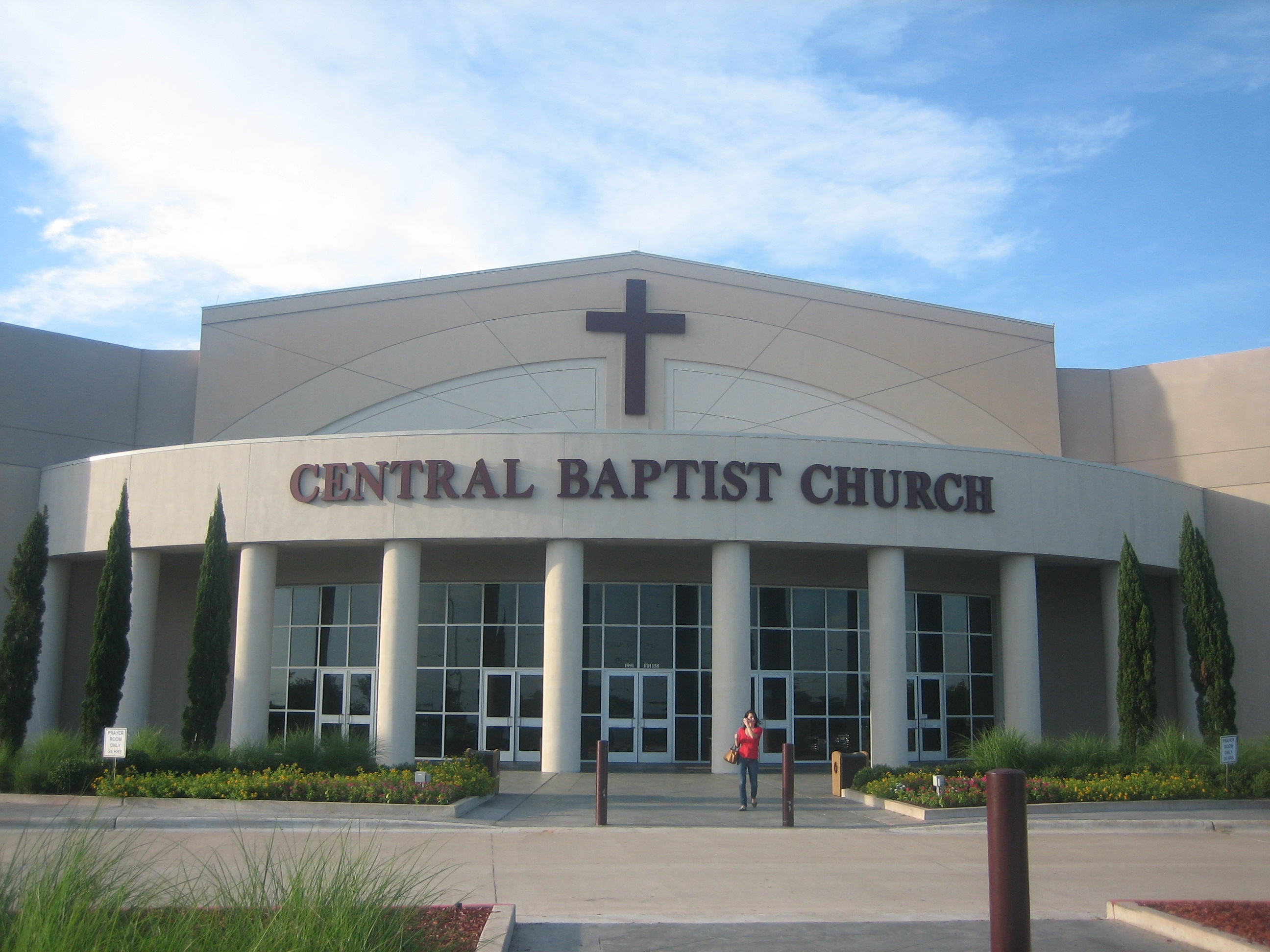
Kościół baptystyczny
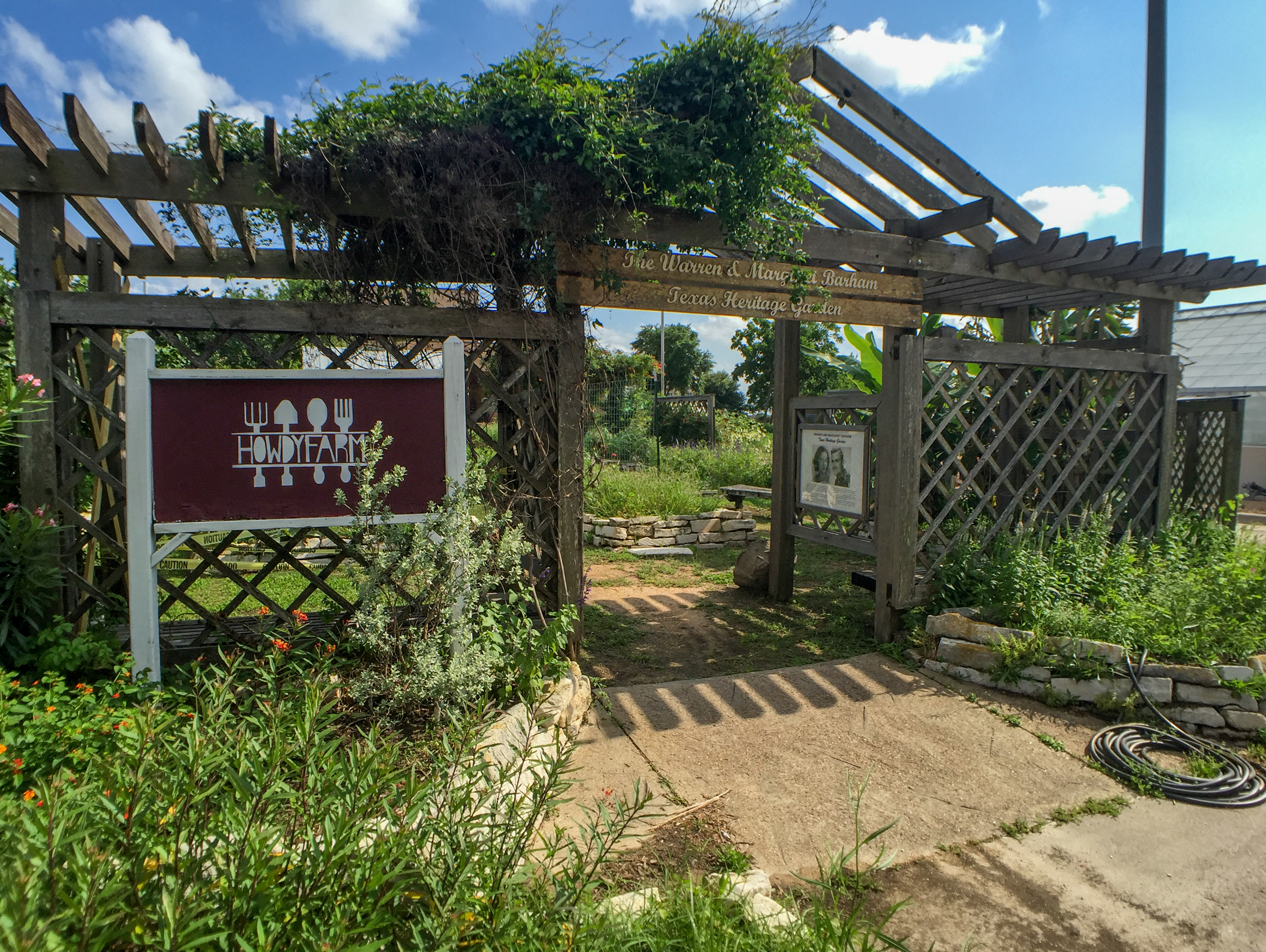
Ogród Dziedzictwa Teksasu

## Miasta partnerskie
- Greifswald (Niemcy)
- Kazań (Rosja)
- Zuazua (Meksyk)
- Ciudad Real (Hiszpania)
- Toruń (Polska)